# Пандорина кутија (1. део)
Епизода Пандорина кутија (1. део) је 15. епизода 14. сезоне серије "МЗИС". Премијерно је приказана 14. фебруара 2017. године на каналу ЦБС.

## Опис
Сценарио за епизоду је писао Кристофер Џ. Вејлд, а режирао ју је Алрик Рајли.
Након што је Ебина екипа из Државне безбедности угрожена и након што је она пронађена у поседу бомбе, екипа МЗИС-а открива да је вођа скупа убијен и да је таблет са теоријом тероризма украден.
У овој епизоди се појављују специјални агенти Двејн Касијус Прајд и Кристофер Ласејл.

## Ликови

### Из серијеМЗИС
- Марк Хармон као Лерој Џетро Гибс
- Поли Перет као Ебигејл Шуто
- Шон Мајер као Тимоти Макги
- Вајлдер Валдерама као Николас Торес
- Џенифер Еспозито као Александра Квин
- Брајан Дицен као Џејмс Палмер
- Емили Викершом као Еленор Бишоп
- Двејн Хенри као Клејтон Ривс
- Роки Керол као Леон Венс
- Дејвид Макалум као др. Доналд Малард

### Из серијеМЗИС: Нови Орлеанс
- Скот Бакула као Двејн Касијус Прајд
- Лукас Блек као Кристофер Ласејл